# Silouane de l'Athos
Syméon Antonov (en russe : Семен Антонов), connu sous son nom de religion de Silouane de l'Athos ou Silouane l'Athonite, (en russe : Силуан Афонский) (né en 1866, dans le village de Chovskoïé (gouvernement de Tambov, Russie - mort le 24 septembre 1938 au mont Athos, en Grèce) est un moine russe, saint de l'Église orthodoxe, qui vécut au monastère Saint-Panteleimon du mont Athos de 1892 à sa mort.
Il est, avec Séraphin de Sarov, un des saints russes les plus connus. Il est fêté le 24 septembre. Son nom de religion provient de la vallée de Silouane à Jérusalem, où, dans l'Évangile selon Jean, Jésus envoya se laver l'aveugle de naissance qui guérit.

## Biographie

### Enfance et jeunesse
Les parents de Syméon Antonov, des paysans, sont des chrétiens orthodoxes pieux, qui élèvent leurs enfants dans la foi. Cependant, ce qui le marquera profondément, c'est que son père, un homme sans instruction, est plein de douceur et de sagesse : alors qu'il sera déjà un moine confirmé, il dira : « Je ne suis pas parvenu à la mesure de mon père », et encore « j'aimerais avoir un starets comme lui. »
Un visiteur de passage exprimant autour de 1870 son athéisme à la table familiale sème un doute durable chez le jeune Syméon alors âgé d'environ 4 ans, qui décide que lorsqu'il sera adulte, il ira chercher Dieu.
À dix-neuf ans, entendant le récit de miracles sur la tombe d'un saint ascète, il conclut que si cet homme est un saint, c'est que Dieu est présent, et qu'il n'y a pas lieu de parcourir le monde pour le chercher.
Devenu un jeune homme de bonne taille, et d'une force physique peu commune, Syméon, par crainte de se ridiculiser devant les filles s'il ne se défend pas, frappe un jour un individu lors d'une altercation avec deux jeunes villageois. La violence du coup porté à son agresseur fut telle que celui-ci en restera malade pendant deux mois.
Le désir de servir Dieu dans un monastère grandit en lui, et durant son service militaire, c'est un étrange soldat, qui pense au Mont-Athos tandis que ses camarades parlent musique et vodka.

### Moine

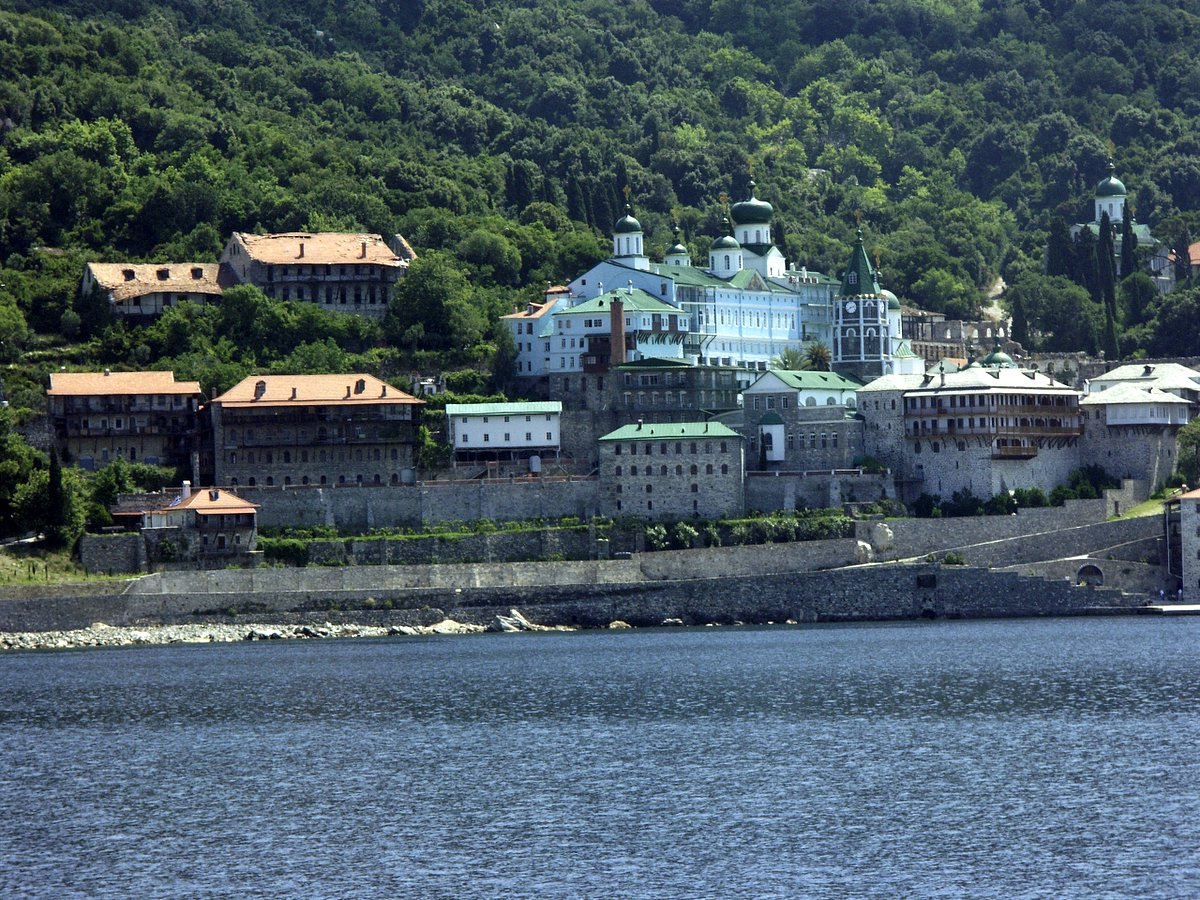
Monastère Saint-Panteleimon (Athos).

Vers la fin de son service militaire, il se rendit à Kronstadt, pour recevoir la bénédiction du Père Jean de Cronstadt qui fut canonisé par la suite.
En 1892, il arrive enfin à l'Athos, au monastère de Saint-Pantéleimon, qui est aussi appelé le Rossikon (Monastère des Russes).
Après une période de joie intense, le jeune novice connut un temps de doute durant lequel il fut tenté de quitter le monastère pour chercher femme et devenir père de famille, ou au contraire pour se faire ermite. Ardent ascète, son expérience spirituelle se fit plus intense, alternant des périodes lumineuses et des périodes de trouble.
Lors d'un entretien avec un moine âgé, il fit naïvement part de ses expériences spirituelles, ainsi que du fait que la prière lui était devenue aussi naturelle que la respiration. Le vieux moine ayant marqué son admiration devant la foi ardente et profonde de ce jeune novice, ce dernier eut un moment de fierté, pour aussitôt réaliser le danger de la tentation de l'orgueil et de la vanité. Durant des années, il affronta plus d'une fois ce danger qui le plongea parfois dans la détresse morale.
Durant les quarante six ans qu'il passa à l'Athos, Silouane Antonov eut diverses « charges obédientielles » : meunier, travailleur agricole au domaine de Kalamáreia, économe préposé aux constructions, à la logistique et à l'accueil des ouvriers qui venaient travailler à l'Athos. Il exerça cette dernière charge jusqu'à sa mort (à part l'année et demie qu'il a passée en ermite au « vieux Rossikon », auprès de quelques ascètes aguerris). Durant toutes ses activités, il ne cessait de prier pour tous les humains.
Apprécié en tant que moine et travailleur, il n'était pas particulièrement attiré par les débats intellectuels avec les autres moines, n'étant qu'un homme simple. Cependant, de nombreux visiteurs, parfois des évêques ou des universitaires, se rendaient auprès de lui pour l'écouter.
Jusqu'à la fin de sa vie, malgré la maladie et la baisse de ses forces, il garda l'habitude d'interrompre son sommeil pour prier aussi la nuit. Il meurt le matin du 11 septembre 1938 (24 septembre, selon le calendrier julien en usage sur l'Athos), à l'infirmerie du monastère, à l'heure des matines.

### Tiens ton esprit…
Parmi toutes ses expériences spirituelles (prière continue, vision du Christ, manifestation des démons…) l'une d'entre elles tient une place particulière en ce qu'elle fut un pivot décisif dans sa vie. Elle prend place aux alentours de 1906.
Une nuit, alors qu'il priait en proie à une profonde détresse, il adresse à Dieu ces mots : « Seigneur, tu vois que je tâche de te prier avec un esprit pur, mais les démons m'en empêchent. » Il reçoit en son cœur cette réponse : « Les orgueilleux ont toujours à souffrir de la part des démons. » Silouane reprend : « Alors, Seigneur, enseigne-moi ce que je dois faire pour que mon âme devienne humble », et de nouveau reçoit dans son cœur « Tiens ton esprit en enfer, et ne désespère pas. »
Ce dialogue intérieur a été une étape fondamentale dans la vie de Silouane.
Dans tout ce qu'il pouvait vivre de douloureux, il y avait place pour cette parole : « ne désespère pas. »

## Quelques citations

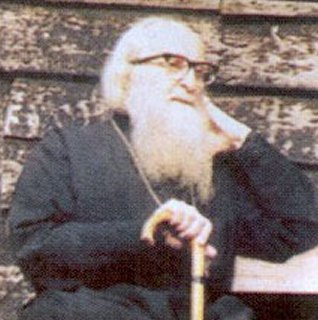
L'Archimandrite Sophrony en 1976.

Il y a des hommes qui souhaitent à leurs ennemis et aux ennemis de l'Église les peines et les tourments du feu éternel. Ils ne connaissent pas l'amour de Dieu en pensant ainsi. Qui a l'amour et l'humilité du Christ pleure et prie pour tout le monde.
Seigneur, de même que tu as prié pour tes ennemis, de même enseigne-nous par ton Saint Esprit à les aimer et à prier pour eux avec des larmes. Ceci est cependant bien difficile pour nous, pécheurs, si ta grâce n'est pas avec nous !…
Si la grâce de l'Esprit Saint habite le cœur d'un homme, même en une mesure infime, cet homme pleure pour tous les hommes ; il a plus encore pitié de ceux qui ne connaissent pas Dieu ou qui lui résistent. Il prie pour eux jour et nuit afin qu'ils se convertissent et reconnaissent Dieu. Le Christ priait pour ceux qui le crucifiaient : « Père, pardonne-leur, ils ne savent pas ce qu'ils font » (Lc 23,34). Étienne, lui aussi, priait pour ses persécuteurs afin que Dieu ne leur impute pas ce péché… (Ac 7,60). Il faut prier pour nos ennemis si nous voulons conserver la grâce, car celui qui n'a pas compassion du pécheur n'a pas en lui la grâce du Saint Esprit. Louange et grâce à Dieu et à sa grande miséricorde, car il nous a accordé, à nous autres hommes, la grâce de l'Esprit Saint.
Grâce aux moines, la prière ne cesse jamais sur la terre, et là est leur utilité pour le monde. Le monde tient grâce à la prière. Si la prière cessait, le monde périrait.
(Extraits des « Écrits » de saint Silouane rassemblés par l'Archimandrite Sophrony)

## Canonisation et fête
Saint Silouane fut canonisé par le patriarche de Constantinople le 26 novembre 1987.

## Question de date
Le passage du calendrier julien au calendrier grégorien n'ayant pas été admis par toutes les Églises orthodoxes, la célébration des fêtes fixes se fait généralement avec 13 jours d'écart, pour respecter la date.
Le cas de saint Silouane est différent : étant décédé en 1938, soit après l'établissement du calendrier Julien révisé, son décès a été enregistré au 24 septembre (julien) au mont Athos, qui correspond au 11 septembre (grégorien, ou civil). Il est donc fêté à deux dates différentes (selon la juridiction), mais le même jour, contrairement aux saints (et fêtes fixes) inscrits avant le changement de calendrier qui sont fêtés à la même date, mais à des jours différents (selon les juridictions).

## Hommage
Le compositeur estonien Arvo Pärt a composé en 1991 une œuvre en hommage au saint et intitulée Silouans Song.

### Sources et bibliographie
- Archimandrite Sophrony, Saint Silouane l'Athonite : (1866-1938), Vie, doctrine, écrits; Ed. du Cerf, 2010,  (ISBN 978-2204091459)
- Jean-Claude Larchet, Saint Silouane de l'Athos; Ed. du Cerf, 2001,  (ISBN 978-2204065436)
- Saint Silouane l'Athonite, Revue « Paix » no 54, Monastère orthodoxe de la Dalmerie, 1988
- Collectif : Saint Silouane, Éditions Le Livre Ouvert, Collection : Collection 100, 2015,  (ISBN 978-2915614893)
- Gaëtan Evrard, Starets Silouane, Album, Éditeur : Coccinelle, 2009,  (ISBN 978-2930273488)